# Nuoto ai XVIII Giochi del Mediterraneo - 200 metri dorso femminili
La gara dei 200 metri dorso femminile dei XVIII Giochi del Mediterraneo si è svolta il 25 giugno 2018.

## Podio
| Pos. | Atleta              | Nazione |
| ---- | ------------------- | ------- |
|      | Margherita Panziera | Italia  |
|      | África Zamorano     | Spagna  |
|      | Ekaterina Avramova  | Turchia |

## Record
Prima della manifestazione il record del mondo (RM) e il record dei Giochi del Mediterraneo (RG) erano i seguenti.
|  | 2'04"06 | Missy Franklin  | 3 agosto 2012 Londra   |
|  | 2'08"03 | Alessia Filippi | 28 giugno 2009 Pescara |

Durante la competizione non sono stati migliorati record.

## Risultati
| Pos. | Corsia | Atleta              | Nazionalità | Tempo   | Note |
| ---- | ------ | ------------------- | ----------- | ------- | ---- |
|      | 4      | Margherita Panziera | Italia      | 2'08"08 |      |
|      | 5      | África Zamorano     | Spagna      | 2'11"75 |      |
|      | 7      | Ekaterina Avramova  | Turchia     | 2'13"43 |      |
| 4    | 3      | Carlotta Toni       | Italia      | 2'14"22 |      |
| 5    | 2      | Paloma de Bordóns   | Spagna      | 2'15"03 |      |
| 6    | 6      | Camille Gheorghiu   | Francia     | 2'16"83 |      |
| 7    | 1      | Rita Frischknecht   | Portogallo  | 2'17"10 |      |
| 8    | 8      | Claudia Verdino     | Monaco      | 2'28"59 |      |